# Шабельский, Катон Павлович
Като́н Па́влович Шабе́льский (1805 — до 1870) — российский государственный деятель, действительный статский советник, камергер, губернатор Черниговской губернии (1857—1861).

## Биография
Родился в 1805 году в дворянской семье статского советника Павла Васильевича Шабельского и Екатерины Васильевны Римской-Корсаковой. Русский. Отец служил помощником бывшего министра внутренних дел князя Алексея Борисовича Куракина, крупный помещик.
К. П. Шабельский получил образование в императорском Московском университете. Службу начинал в мае 1821 года колонновожатым в свите Его Императорского Высочества по квартирмейстерской части. Чин прапорщика присвоен 29 января 1823 года. В дальнейшем проходил службу в чинах младшего офицерского состава: подпоручик (с 6 декабря 1826 г.), поручик (с 14 апреля 1829 г.). С 2 июля 1832 года — штабс-ротмистр в Ольвиопольском уланском полку.
В период с 10 октября 1832 по апрель 1836 года находился на службе в Чугуевском уланском полку. Чин ротмистра присвоен 30 марта 1833 года.
В период с 14 апреля 1836 по апрель 1838 года в должности адъютанта командующего сводным кавалерийским корпусом генерал-лейтенанта Д. А. Герштенцвейга переведен в Бугский уланский полк. В декабре 1836 года назначен старшим адъютантом дежурного по Генеральскому штабу. В дальнейшем был переведен на службу в Лейб-гвардии Уланский полк.
С воинской службы уволен 12 февраля 1842 года полковником с мундиром.
В период с апреля 1851 по январь 1857 года трижды назначался предводителем дворянства Екатеринославской губернии.
К. П. Шабельский обустроил пристани для переправки зерна в небольшом селе Милость Куракина, расположенном недалеко от Маргаритовки. Название Порт-Катон селу дал его сын Помпей Катонович Шабельский.

## Губернатор Черниговской губернии
Должность губернатора занял 24 мая 1857 года. При Шабельском в Чернигове был создан Комитет для составления проекта положения об улучшении и устройстве быта помещичьих крестьян (22 июля 1858 — 22 февраля 1859 гг.), занимавшийся рассмотрением состояния дворянских поместий, а также обсуждением проекта положения о крестьянах Черниговской губернии, которые должны были выйти из крепостной зависимости.
В 1859 году в Чернигове была построена телеграфная линия, которая соединила его с наибольшими городами страны.
В январе 1861 года вышел первый номер журнала «Черниговские епархиальные известия». Журнал выходил дважды в месяц (в 1870—1880-х годах — каждую неделю). В том же году в городе открылась первая частная библиотека для чтения, в которой насчитывалось около 500 томов отдельных изданий.
В годы губернаторства Шабельского Чернигов оставался одноэтажным городом. Дома деревянные, лишь сорок из них — каменные. В непогоду улицы становились труднопроходимыми, но в центре города начинают появляться деревянные тротуары. Город освещался керосиновыми фонарями.
Ознаменовался период руководства губернией Шабельским и крестьянскими бунтами. Беспокойно было в Сосницком, Новгород-Северском, Нежинском, Городнянском, Черниговском уездах. Наведение порядка в помещичьих имениях Солонины, Судиенка, Свечина, Скоропадских по разрешению губернатора осуществляли воинские команды. Ведомости о человеческих жертвах отсутствуют.
В феврале 1861 года К. П. Шабельский подал в отставку. 16 февраля прошение об отставке было официально удовлетворено.

### Дальнейшая деятельность
В сентябре 1862 года вновь был избран предводителем дворянства Екатеринославской губернии на три года. Входил в придворный штат императорского двора в звании камергера. Проживал в Таганроге и Санкт-Петербурге.

## Семья
Был дважды женат. В первом браке с Софией Ивановной Шидловской был рожден сын Помпей.
Второй брак с Надеждой Саввовной Романовой. Дети: Николай (16.11.1831—04.5.1896), Павел и Варвара (17.09.1838), замужем (с 19 апреля 1870 года) за графом С. А. Апраксиным.

## Награды
- Орден Святого Владимира III степени.
- Орден святой Анны III степени.
- Орден Святого Станислава I степени.